# Stichtoptychus agonus
Stichtoptychus agonus är en skalbaggsart som beskrevs av Henry Clinton Fall 1905. Stichtoptychus agonus ingår i släktet Stichtoptychus och familjen trägnagare. Inga underarter finns listade i Catalogue of Life.